# غرانبوري
غرانبوري (بالإنجليزية: Granbury, Texas)‏ هي مدينة تقع بولاية تكساس في شمال شرق الولايات المتحدة. تبلغ مساحة هذه المدينة 15.9 (كم²)، وترتفع عن سطح البحر 224 م، بلغ عدد سكانها 7978 نسمة في عام 2010 حسب إحصاء مكتب تعداد الولايات المتحدة وتصل الكثافة السكانية فيها 239 نسمة/كم2.

## التركيبة السكانية
حدّد مكتب تعداد الولايات المتحدة بيانات التركيبة السكانية لغرانبوري في تعداد الولايات المتحدة. في ما يلي، التركيبة السكانية حسب تعدادي 2000 و2010.

### تعداد عام 2000
بلغ عدد سكان غرانبوري 5,718 نسمة بحسب تعداد عام 2000، وبلغ عدد الأسر 2,391 أسرة وعدد العائلات 1,458 عائلة مقيمة في المدينة. في حين سجلت الكثافة السكانية 130.1 نسمة لكل كيلومتر مربع (337.0/ميل2). وبلغ عدد الوحدات السكنية 2,727 وحدة بمتوسط كثافة قدره 62 لكل كيلومتر مربع (160.6/ميل2).
وتوزع التركيب العرقي للمدينة بنسبة 94.54% من البيض و0.38% من الأمريكيين الأفارقة و0.70% من الأمريكيين الأصليين و0.52% من الأمريكيين ذوي الأصول الآسيوية و0.03% من سكان جزر المحيط الهادئ و2.62% من الأعراق الأخرى و1.19% من عرقين مختلطين أو أكثر و7.31% من الهسبانيون أو اللاتينيون من أي عرق.
بلغ عدد الأسر 2,391 أسرة كانت نسبة 29% منها لديها أطفال تحت سن الثامنة عشر تعيش معهم، وبلغت نسبة الأزواج القاطنين مع بعضهم البعض 48.4% من أصل المجموع الكلي للأسر، ونسبة 9.5% من الأسر كان لديها معيلات من الإناث دون وجود شريك، بينما كانت نسبة 3.1% من الأسر لديها معيلون من الذكور دون وجود شريكة وكانت نسبة 39% من غير العائلات. تألفت نسبة 34.9% من أصل جميع الأسر من عدة أفراد يعيشون في نفس المنزل ونسبة 18.7% كانت تتألف من شخص يعيش بمفرده يبلغ من العمر 65 عاماً أو أكثر. وبلغ متوسط حجم الأسرة المعيشية 2.20، أما متوسط حجم العائلات فبلغ 2.83.
بلغ العمر الوسطي للسكان 41.7 عاماً. وكانت نسبة 21% من القاطنين تحت سن الثامنة عشر، وكانت نسبة 7.3% بين الثامنة عشر والرابعة والعشرين عاماً، ونسبة 24.1% كانت واقعةً في الفئة العمرية ما بين الخامسة والعشرين والرابعة والأربعين عاماً، ونسبة 21.4% كانت ما بين الخامسة والأربعين والرابعة والستين، ونسبة 18.4% كانت ضمن فئة الخامسة والستين عاماً فما فوق. يوجد لكل 100 أنثى 84.9 ذكر، ويوجد لكل 100 أنثى في الثامنة عشر من عمرها فما فوق 78.3 ذكر.
بلغ متوسط دخل الأسرة في المدينة 35,952 دولارًا، أما متوسط دخل العائلة فبلغ 45,451 دولارًا. وكان متوسط دخل الذكور 34,625 دولارًا مقابل 25,721 دولارًا للإناث. وسجل دخل الفرد الخاص بالمدينة 19,801 دولارًا. وكانت نسبة 5% من العائلات ونسبة 9.6% من السكان تحت خط الفقر، وكان من هؤلاء نسبة 5% تحت سن الثامنة عشر ونسبة 14.9% في الخامسة والستين من العمر وما فوق.

### تعداد عام 2010
بلغ عدد سكان غرانبوري 7,978 نسمة بحسب تعداد عام 2010، وبلغ عدد الأسر 3,559 أسرة وعدد العائلات 1,927 عائلة مقيمة في المدينة. في حين سجلت الكثافة السكانية 181.5 نسمة لكل كيلومتر مربع (470.1/ميل2). وبلغ عدد الوحدات السكنية 4,419 وحدة بمتوسط كثافة قدره 100.5 لكل كيلومتر مربع (260.3/ميل2).
وتوزع التركيب العرقي للمدينة بنسبة 93.75% من البيض و0.71% من الأمريكيين الأفارقة و0.71% من الأمريكيين الأصليين و1.13% من الأمريكيين ذوي الأصول الآسيوية و0.01% من سكان جزر المحيط الهادئ و2.11% من الأعراق الأخرى و1.58% من عرقين مختلطين أو أكثر و8.57% من الهسبانيون أو اللاتينيون من أي عرق.
بلغ عدد الأسر 3,559 أسرة كانت نسبة 23.5% منها لديها أطفال تحت سن الثامنة عشر تعيش معهم، وبلغت نسبة الأزواج القاطنين مع بعضهم البعض 40.9% من أصل المجموع الكلي للأسر، ونسبة 9.7% من الأسر كان لديها معيلات من الإناث دون وجود شريك، بينما كانت نسبة 3.5% من الأسر لديها معيلون من الذكور دون وجود شريكة وكانت نسبة 45.9% من غير العائلات. تألفت نسبة 40.7% من أصل جميع الأسر من عدة أفراد يعيشون في نفس المنزل ونسبة 21.9% كانت تتألف من شخص يعيش بمفرده يبلغ من العمر 65 عاماً أو أكثر. وبلغ متوسط حجم الأسرة المعيشية 2.05، أما متوسط حجم العائلات فبلغ 2.75.
بلغ العمر الوسطي للسكان 45.4 عاماً. وكانت نسبة 19% من القاطنين تحت سن الثامنة عشر، وكانت نسبة 8.2% بين الثامنة عشر والرابعة والعشرين عاماً، ونسبة 22.4% كانت واقعةً في الفئة العمرية ما بين الخامسة والعشرين والرابعة والأربعين عاماً، ونسبة 24.8% كانت ما بين الخامسة والأربعين والرابعة والستين، ونسبة 25.7% كانت ضمن فئة الخامسة والستين عاماً فما فوق. وتوزع التركيب الجنسي للسكان بنسبة 46.4% ذكور و53.6% إناث.

## أعلام
- فرد تايلور
- جيا بيركنز
- مايك ديفيس
- جين ستيفنز
- توبي موريس

## وصلات خارجية
- www.granbury.org
- The US50 - Cities and Towns in Texas State